# Audio, Video, Disco
Audio, Video, Disco. є другим альбомом французького електронного дуета Justice випущений 24 жовтня 2011 року на Ed Banger Records, Because Music та Electra Records. Член Justice Ксав’є Де Росне про музичний стиль Audio, Video, Disco: "Ми хотіли створити щось спокійне та зі стилем кантрі. Знаєте, денна музика. [...] Ми хотіли зберегти ритм, але зробити його м’якшим. Один з викликів був зробити запис емоційно важким не надаючи йому агресивності. Типу бути м’яким та жорстоким вожночас. Структура нового запису дуже легка.
Альбом отримав позитивні віжгуки  від критиків та мав комерційний успіх. П’ять синглів було випущено з альбому, це "Civilization", "Audio, Video, Disco", "On'n'On", "New Lands" та "Helix".

## Список пісень
| #   | Назва                                                                | Тривалість |
| --- | -------------------------------------------------------------------- | ---------- |
| 1.  | «Horsepower»                                                         | 3:40       |
| 2.  | «Civilization» (vocals by Ali Love)                                  | 3:39       |
| 3.  | «Ohio» (vocals by Vincent Vendetta of Midnight Juggernauts)          | 4:01       |
| 4.  | «Canon (Primo)»                                                      | 0:27       |
| 5.  | «Canon»                                                              | 3:39       |
| 6.  | «On'n'On» (vocals by Morgan Phalen)                                  | 4:30       |
| 7.  | «Brianvision»                                                        | 3:11       |
| 8.  | «Parade»                                                             | 4:01       |
| 9.  | «New Lands» (vocals by Morgan Phalen)                                | 4:14       |
| 10. | «Helix»                                                              | 4:28       |
| 11. | «Audio, Video, Disco» (включає "Presence" (4:31) як прихований трек) | 10:32      |

| Бонусні треки iTunes | Бонусні треки iTunes                       | Бонусні треки iTunes |
| #                    | Назва                                      | Тривалість           |
| -------------------- | ------------------------------------------ | -------------------- |
| 12.                  | «Planisphère»                              | 17:39                |
| 13.                  | «Civilization» (музичний відеокліп)        | 3:48                 |
| 14.                  | «Audio, Video, Disco» (музичний відеокліп) | 3:45                 |

| Японський бонусний трек | Японський бонусний трек      | Японський бонусний трек |
| #                       | Назва                        | Тривалість              |
| ----------------------- | ---------------------------- | ----------------------- |
| 12.                     | «Civilization» (демо версія) | 3:38                    |